# Distretto di Sik
Il distretto di Sik è un distretto della Malaysia, fa parte dello stato del Kedah e il suo capoluogo è Sik.